# Hipolitów (Poddębice)
Pour les articles homonymes, voir Hipolitów.
Hipolitów (prononciation [ xipɔˈlituf]) est un village de la gmina d'Uniejów, du powiat de Poddębice, dans la voïvodie de Łódź, situé dans le centre de la Pologne.
Il se situe à environ 6 kilomètres au nord-est d'Uniejów (siège de la gmina), 13 kilomètres au nord-ouest de Poddębice (siège du powiat) et 48 kilomètres au nord-ouest de Łódź (capitale de la voïvodie).
Sa population s'élève approximativement à 70 habitants.

## Administration
De 1975 à 1998, le village était attaché administrativement à l'ancienne voïvodie de Konin.

Depuis 1999, il fait partie de la nouvelle voïvodie de Łódź.